# Literatura neogrega
La literatura neogrega és la literatura escrita en alguna de les variants del grec modern.

## La primitiva literatura neogrega
Si bé tradicionalment s'ha classificat la literatura neogrega com aquella produïda a partir del 1453, data de la caiguda de Constantinoble, els estudiosos contemporanis han anat progressivament apartant-se d'aquesta datació: en situen els orígens cap als segles xi i xii i, fins i tot, al segle x. Es tracta, en aquests inicis, d'una literatura en llengua popular, en què s'albiren ja els principals trets característics del grec demòtic i, per tant, al marge de la literatura oficial romana d'Orient. Els primers cants populars, els d'origen probablement més primitiu, són els cants acrítics, que podem identificar com cantars de gesta. El seu màxim exponent és el Cant de Basili Digenís Acrites.
Paral·lelament a aquesta poesia popular, en florí una de més culta, entre els segles xi a xv, amb manifestacions com les novel·les mètriques d'amor (segles xiv - xv), composicions de tipus costumista, com els poemes prodròmics (segle XII) i morals, com el poema d'Spaneas (segle xii), grans poemes històrics com la Crònica de Morea (segle XIV) i composicions mètriques de temes mitològics o històrics (segles XIII a XV), com l'Aquil·leida romana d'Orient, la Paràfrasi de la Ilíada d'Hermoníac, la traducció de la Ilíada al grec demòtic per Nikólaos Lukanis, o el Poema d'Alexandre.
Dins d'aquest conjunt de poesia neohel·lènica primitiva també cal destacer els laments per la caiguda de Constantinoble i d'altres ciutats en poder dels otomans.

## La literatura insular. El Renaixement cretenc

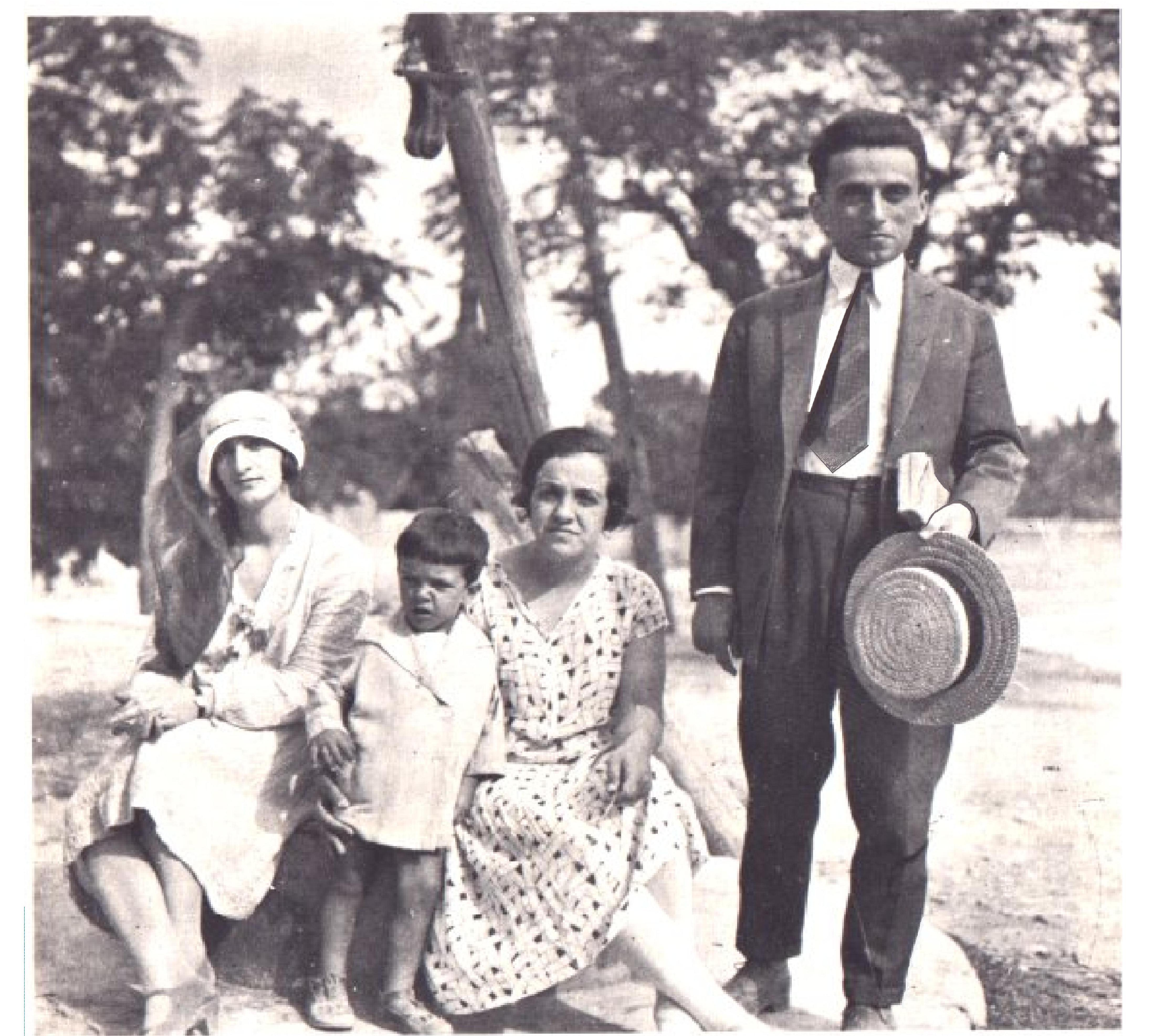
Kostas Kariotakis el 1928

Transcorregut el període abans referit, la cultura i la tradició gregues es refugiaren a les illes, ja que aquestes continuaren més temps en poder dels països occidentals. En especial, a Creta, amb remarcable influència italiana, ressorgí amb força la poesia, en forma de poemes morals, mortuoris i també amorosos, amb la tragèdia Erofili i el drama bíblic El sacrifici d'Abraham. Al cim del Renaixement cretenc trobem el poema heroiconovel·lesc Erotòcrit, de Vintzentsos Kornaros, que es va difondre de manera extraordinària en tota la Grècia sotmesa al domini urc: entrà en el domini de la tradició popular oral. A Xipre, al segle XV destaca la Crònica o Descripció del dolç país de Xipre, de Leontios Makhairas, que relata detalladament el regnat de Pere I i la reina catalana Elionor, i la Narració o crònica de Xipre de Geórgios Vustrónios. La poesia popular xipriota recollí el contingut d'aquestes narracions o cròniques, amb gran auge i popularitat especialment en el segle xvi, fins a l'ocupació turca. A Rodes cal destacar la col·lecció de poemes eròtics titulada Erotopègnia (Jocs d'amor) o Alfabet d'amor.

## El domini turc, la poesiaclèfticai elDiafotismos
Amb la caiguda de Creta en poder dels otomans (1669), les lletres neogregues, això no obstant, continuaren en el marc d'aquesta adversitat. D'una banda, a l'entorn del patriarca, al Fanar, les famílies gregues acomodades crearen el que esdevingué l'escola fanariota, que maldà per sostenir les essències gregues, si bé instal·lant-se en un purisme que aguditzà el problema lingüístic.
La poesia popular, en paral·lel, recollí els sentiments de resistència contra l'invasor. El fenomen del bandolerisme durant l'ocupació otomana (els anomenats cleftes (κλέφτης), a partir del verb grec klépto, 'robar') donà lloc a les kléftika tragoudia, cançons en què es cantava una llibertat individual. Tanmateix, arran de la Guerra de la independència, aquesta llibertat individual cantada anirà virant cap a una llibertat col·lectiva, amb tons nacionalistes, que convertiran els antics cleftes en autèntics herois de la independència grega. Aquest cançoner, la poesia clèftica constitueix un dels tresors poètics populars més rics d'Europa. Com la resta de la poesia popular, emprà normalment el vers de quinze síl·labes, molt apte per a la narració, sense fer ús de la rima.
Més endavant, al segle xviii, en el marc de l'adaptació al món grec dels valors i idees de la Il·lustració, sorgí el moviment ideològic, filològic i filosòfic anomenat Diafotismos, els principals exponents del qual foren Adamàndios Koraís i Rigas Fereos, amb plantejaments que afavorien un ús molt conservador de les formes de la llengua grega, molt properes al grec antic.

## Des de la independència grega fins a l'actualitat

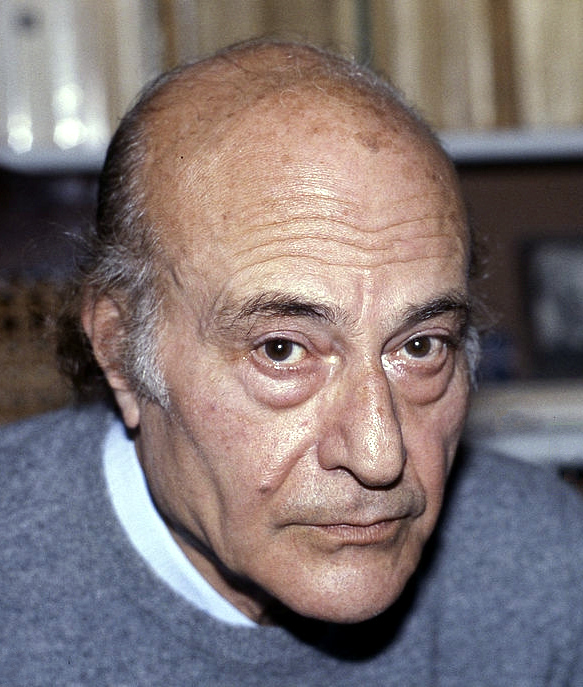
Odysseas Elytis, premi Nobel de literatura el 1979

En els anys anteriors a la Guerra de la Independència grega, les Illes Jòniques passaren a ser el centre de l'escola literària de l'Heptanès, caracteritzada per la influència italiana, el romanticisme i el nacionalisme, amb ús del grec demòtic. Els seus representants més notables, que seguien l'exemple de R. Fereos i foren els cantors apassionats de la revolució del 1821 i els apòstols del renaixement literari, eren Dioníssios Solomós i Andreas Kalvos, seguits, enre altres, per Aristotelis Valaoritis i Andreas Laskaratos.
Amb la independència grega, el centre intel·lectual es desplaça cap a Atenes. Allí, els fanariotes (els germans Sutsos i els Paraskhos i A. Vlakhos) continuaren creant una poesia culta escrita en katharévussa (Καθαρεύουσα). Per contra, aparegué la figura de Kostís Palamàs, "poeta nacional" de Grècia, centre de la generació literària grega de la dècada de 1880 i un dels fundadors de l'anomenada "nova escola atenesa", que es caracteritzà per l'ús del demòtic (δημοτική).
A partir d'aleshores, la literatura neogrega està representada per nombrosos escriptors, poetes i novel·listes. En són representants destacats Ànguelos Sikelianós, Emmanuïl Roïdis, Athanasios Khristopoulos, Kostís Palamàs, Penelope Delta, Iannis Ritsos, Aléxandros Papadiamandis, Konstandinos Kavafis, Nikos Kazantzakis, Andreas Embirikos, Kostas Kariotakis, Gregorios Xenopoulos, Dimítrios Vikelas, Iorgos Seferis i Odisseas Elitis (aquests dos darrers guardonats amb el Premi Nobel de Literatura).
Altres autors inclouen Kikí Dimulà, Maro Douka, Nikos Engonopoulos, Nikos Gatsos, Iakovos Kambanelis, Nikos Kavadias, Andreas Karkavitsas, Kostas Kristallis, Dimitris Lyacos, Petros Markaris, Jean Moréas, Stratis Myrivilis, Mikhalis Pierís, Maria Poliduri, Pandelís Prevelakis, Dimitris Psathas, Ioannis Psycharis, Alexandros Rizos Rangavis, Miltos Sahtouris, Antonis Samarakis, Giannis Skarimpas, Basa Solomou, Didó Sotiriu, Alexandros Soutsos, Panagiotis Soutsos, Kostas Takhtsís, Angelos Terzakis, Konstandinos Theotokis, Soti Triandafilou, Kostas Varnalis, Vassilis Vassilikos, Elias Venezis, Geórgios Viziïnós, Nikephoros Vrettakos.

## Traduccions al català
- Escrits o Mitologia personal. Andreas Embirikos. Traducció d'Helena Badell Giralt. Adesiara editorial, Martorell, 2009.